# Troféu Miguel Muñoz
O Trofeo Miguel Muñoz é um prêmio dado anualmente pelo jornal espanhol Marca ao melhor técnico de futebol da temporada, tanto da primeira quanto da 2a divisão espanhola.
O prêmio é dado desde a temporada 2005-06, e leva este nome em homenagem ao técnico mais laureado da história espanhola, com nove títulos. - Miguel Muñoz

## Prêmios

### Primeira Divisão
| Temporada | Treinador              | País      | Clube                   | Pontuação |
| --------- | ---------------------- | --------- | ----------------------- | --------- |
| 2005/06   | Bernd Schuster         | Alemanha  | Getafe CF               | 63        |
| 2006/07   | Marcelino García Toral | Espanha   | RC Recreativo de Huelva | 63        |
| 2006/07   | Juande Ramos           | Espanha   | Sevilla FC              | 63        |
| 2007/08   | Manuel Pellegrini      | Chile     | Villarreal CF           | 69        |
| 2008/09   | Josep Guardiola        | Espanha   | FC Barcelona            | 77        |
| 2009/10   | Josep Guardiola        | Espanha   | FC Barcelona            | 77        |
| 2010/11   | José Mourinho          | Portugal  | Real Madrid             | 72        |
| 2011/12   | José Mourinho          | Portugal  | Real Madrid             | 77        |
| 2012/13   | Tito Vilanova          | Espanha   | FC Barcelona            | 252       |
| 2013/14   | Diego Simeone          | Argentina | Atlético Madrid         | 269,5     |

### Segunda Divisão
| Temporada | Treinador              | País    | Clube                  | Pontuação |
| --------- | ---------------------- | ------- | ---------------------- | --------- |
| 2005/06   | Unai Emery             | Espanha | Lorca Deportiva CF     | 76        |
| 2006/07   | Unai Emery             | Espanha | UD Almería             | 78        |
| 2007/08   | Manuel Preciado        | Espanha | Real Sporting de Gijón | 77        |
| 2008/09   | Marcelino García Toral | Espanha | Real Zaragoza          | 78        |
| 2009/10   | Luis García Plaza      | Espanha | Levante UD             | 81        |
| 2010/11   | José Ramón Sandoval    | Espanha | Rayo Vallecano         | 85        |
| 2011/12   | Juan Antonio Anquela   | Espanha | Alcorcón               | 84        |
| 2012/13   | Fran Escribá           | Espanha | Elche                  | 293.5     |
| 2013/14   | Gaizka Garitano        | Espanha | Eibar                  | 272       |